# Szfaksz–Thyna nemzetközi repülőtér
A Szfaksz–Thyna nemzetközi repülőtér (francia nyelven: Aéroport International de Sfax–Thyna, arabul: مطار صفاقس الدولي) (IATA: SFA, ICAO: DTTX) Tunézia egyik kisebb nemzetközi repülőtere Szfaksz közelében. 

## Futópályák
A repülőtér futópályái:
- 15/33 (3000 m, beton)

## Forgalom
Az utasforgalom az elmúlt években az alábbi módon változott:

## Légitársaságok és úticélok
2024-ben a Szfaksz–Thyna nemzetközi repülőtérről az alábbi járatok indulnak (Utoljára frissítve: 2024-11-2):
| Légitársaság      | Célállomások                                               |
| ----------------- | ---------------------------------------------------------- |
| Afriqiyah Airways | Benghazi, Misrata, Tripoli–Mitiga                          |
| Libyan Airlines   | Misrata, Tripoli–Mitiga                                    |
| Nouvelair         | Istanbul, Párizs-Charles de Gaulle repülőtér               |
| Transavia         | Párizs–Orly                                                |
| Tunisair          | Párizs-Charles de Gaulle repülőtér Szezonális: Párizs–Orly |
| Tunisair Express  | Tripoli–Mitiga, Tunis                                      |